# ウィリアム・アーメド
ウィリアム・アーメド（William Ahmed）は、2012年に設立されたヘルスケア・ウェアラブル企業、WHOOPのCEOとして有名なアメリカの起業家である。

## 幼少期～学生時代
アーメドはニューヨーク州ロングアイランドで一人っ子として育った。子供の頃は、サッカー、ホッケー、ラクロス、テニス、水泳、ゴルフ、セーリングなど複数のスポーツをしていた。ニューハンプシャー州コンコードにあるセント・ポールズ・スクールで高校時代を凄し、その後、ハーバード大学に進学。政治学を専攻するとともに、スカッシュチームのキャプテンを務めた。

## キャリア・経歴
2012年、ハーバード大学の学生であったアーメドは、アスリートが回復度合いを測定し、パフォーマンスを最適化できる新しいウェアラブル技術の開発を始めた。アーメドによると、彼は数十本の医学論文を読んだ後、この技術の開発を始めたという。会社の最初のウェアラブルデバイスは2015年に発売された。アーメドは、ブランドの「ハロー効果」を生み出すため、一般消費者向けに販売する前に、トップスポーツチームやアスリートに製品を販売する戦略を取った。オリンピック水泳選手のマイケル・フェルプスやNBAスターのレブロン・ジェームズが、このデバイスの初期のユーザーとなった。
2021年、ソフトバンクが2億ドルを同社に投資したことにより、企業価値は36億ドルと評価された。アーメドの指揮の下、WHOOPはIVP、イーライ・マニング、パトリック・マホームズ、ラリー・フィッツジェラルドなどの投資家を獲得した。
2022年、AmazonがHaloウェアラブル製品の販売を中止した後、アーメドはウェアラブル競争でAmazonに勝利したと公に主張した。彼は、AmazonのHaloバンドがWHOOPデバイスのコピー品であると主張したが、Amazonは公にこの主張を否定した。
WHOOPは2023年7月、マサチューセッツ州ボストンのケンモアスクエア地区に新本社を移転した。テープカットにはアーメドとともに、ボストン市長のミシェル・ウーと米国労働長官のマーティ・ウォルシュが参加した。
2023年、アーメドはハーバード医科大学のフェロー委員会のメンバーに任命された。
2024年5月、アーメドはポルトガルのサッカー選手クリスティアーノ・ロナウドがWHOOPに投資したことを発表した。アーメドとロナウドはサウジアラビアのリヤドにあるロナウドの自宅でInstagramライブで発表を行った。同月、アーメドはまた、クリケット選手のヴィラット・コーリ、スルヤクマル・ヤダフ 、シュレヤス・アイヤーがICC クリケットワールドカップでWHOOPを着用したという報道を受けて、WHOOPがインドでも販売されることを発表した。